# لا مادالنا
لا مادالنا (به ایتالیایی: La Maddalena) یک کومونه در ایتالیا است که در استان البیا تمپیو واقع شده‌است.

## خصوصیات
لا مادالنا ۴۹٫۳۷ کیلومترمربع مساحت و ۱۱٬۹۰۲ نفر جمعیت دارد و ۲۷ متر بالاتر از سطح دریا واقع شده‌است.

## خواهرخوانده
شهرهای آژاکسیو و نیس خواهرخوانده‌های لا مادالنا هستند.